# Üzemanyagtöltő állomás
Az üzemanyagtöltő állomás (vagy töltőállomás, köznapi nevén: benzinkút) a kiskereskedelmi üzemanyagellátás-szolgáltatás tipikus helyszínel szolgáló építmény.
Létesítésének és üzemeltetésének tűzvédelmi szabályai rendkívül szigorúak.

## Fajtái
- Közforgalmú (közforgalmú üzemanyagtöltő állomás: üzemanyagellátás-szolgáltatási célból létesített, gépjárművek és munkagépek üzemanyag tartályaiba, illetve szállítóedényekbe történő üzemanyag töltésére, kenőanyag tárolására és kiszolgálására való létesítmény, amely magában foglalja az üzemanyag tárolására, töltésére szolgáló létesítményt, valamint az utak kivételével a kapcsolódó műtárgyakat is. Jellemzően főútvonalak, illetve forgalmas közúti csomópontok közelében helyezkednek el.
- Üzemi (üzemi üzemanyagtöltő állomás: nem közforgalmú, az adott gazdálkodó szervezet által üzemeltetett, gépjárművek és munkagépek üzemanyag tartályaiba, illetve szállítóedényekbe történő üzemanyag töltésére, kenőanyag tárolására és kiszolgálására való létesítmény, tároló és töltésre szolgáló eszközökkel.)

## Képgaléria

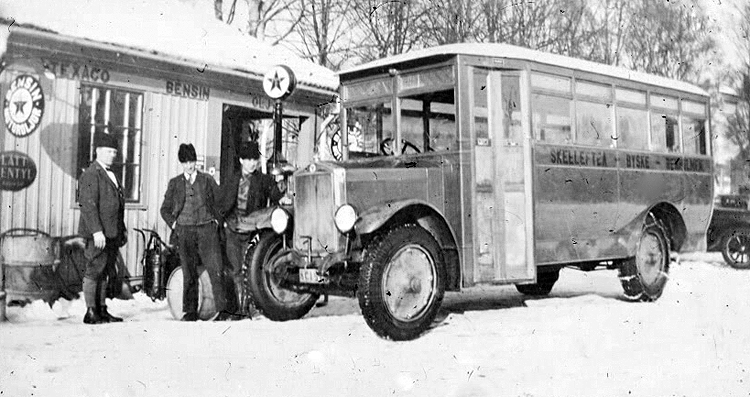
Texaco töltőállomás Skandináviában, az 1930-as években
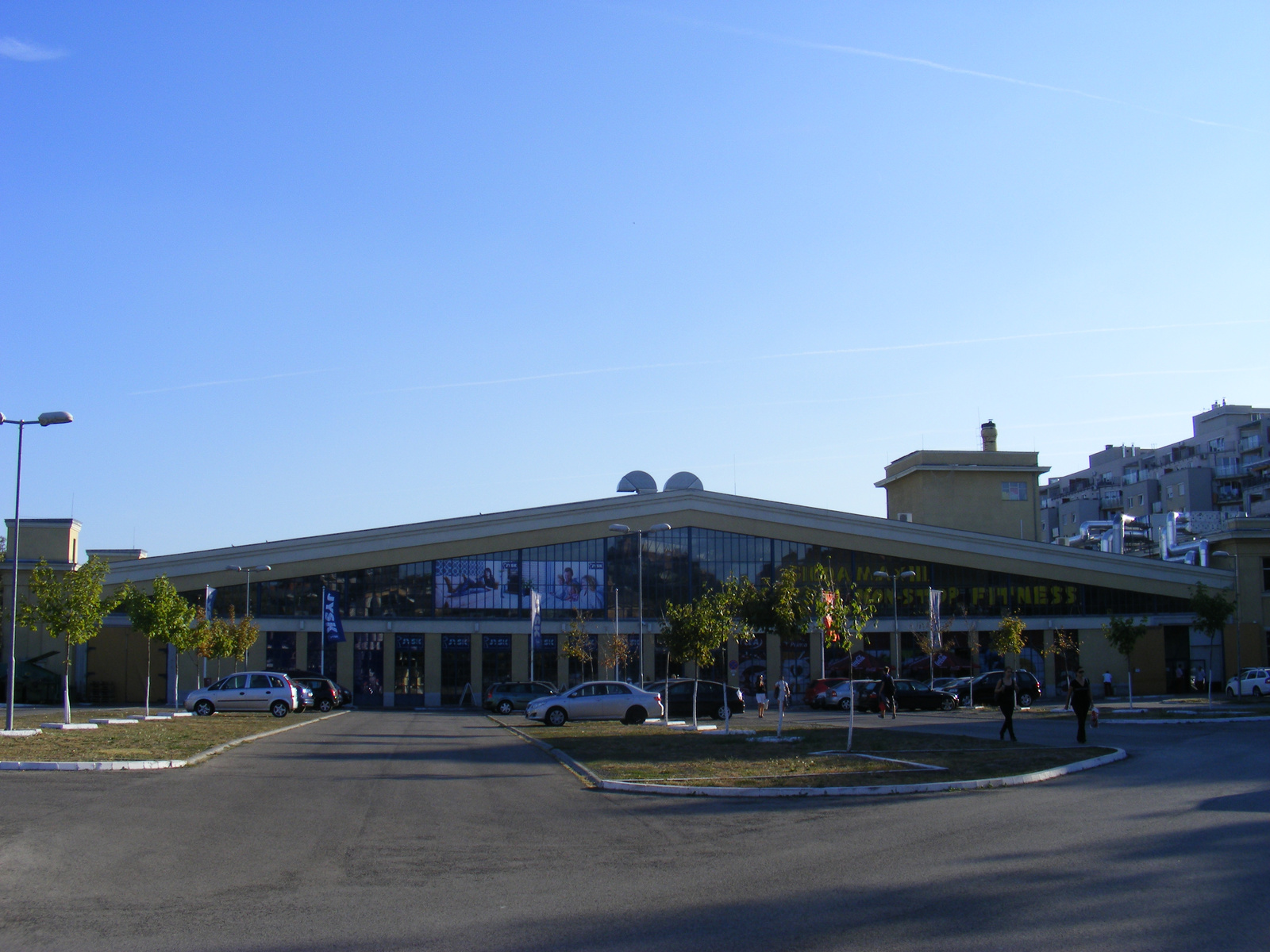
Műemlék töltőállomás, Budapest, Istvánmezei út
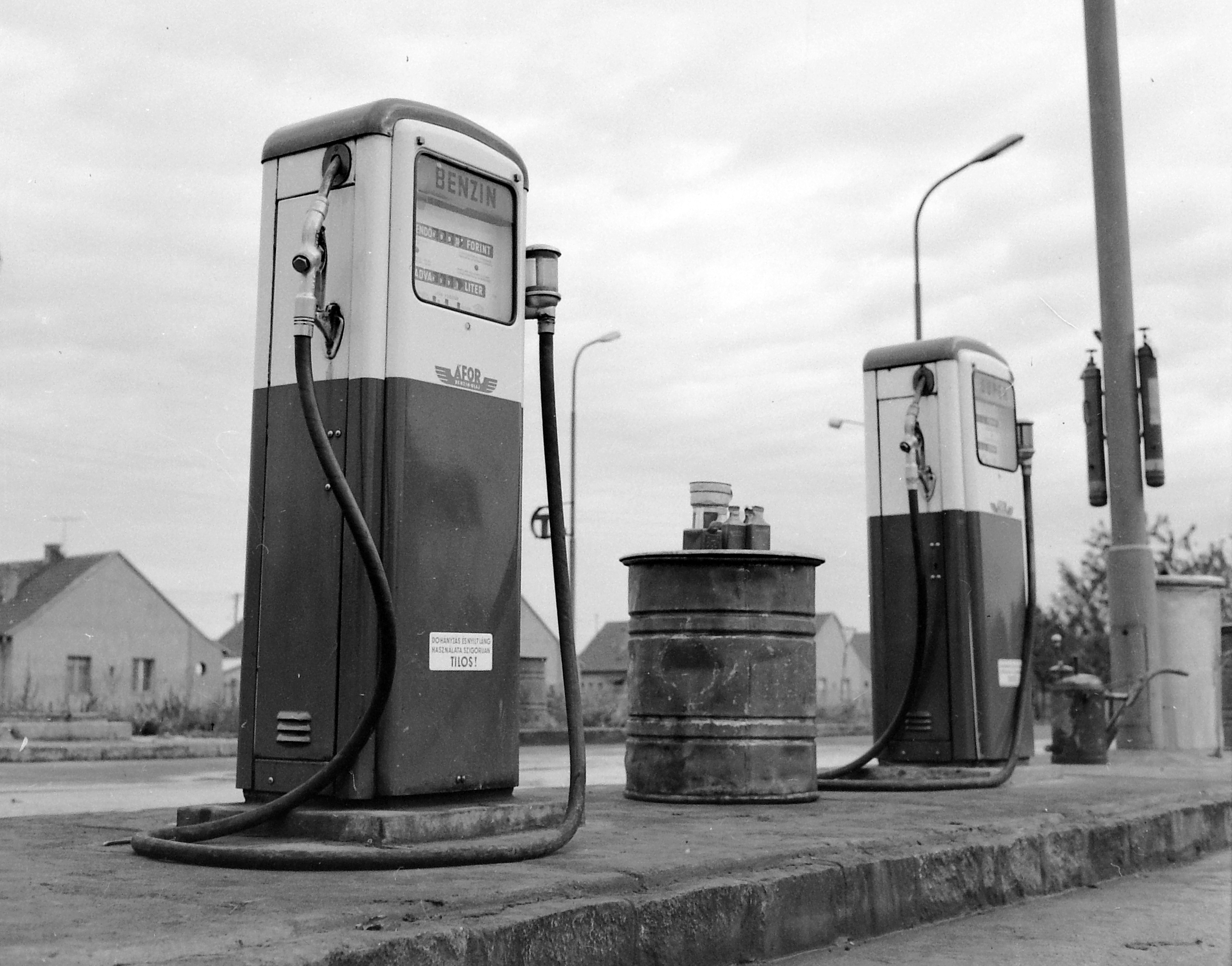
ÁFOR-benzinkút, 1970
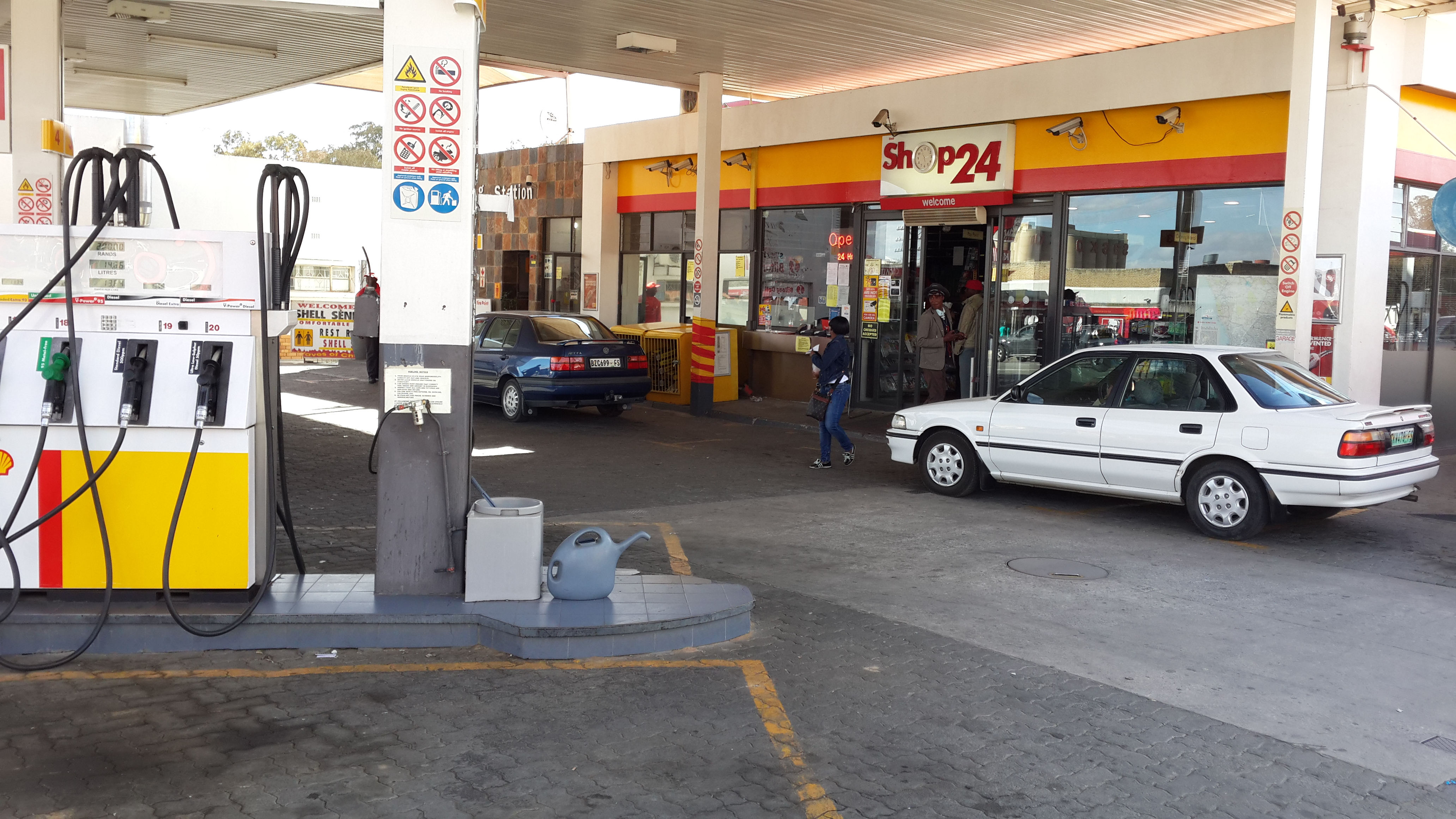
Shell-benzinkút, Dél-Afrika, 2013
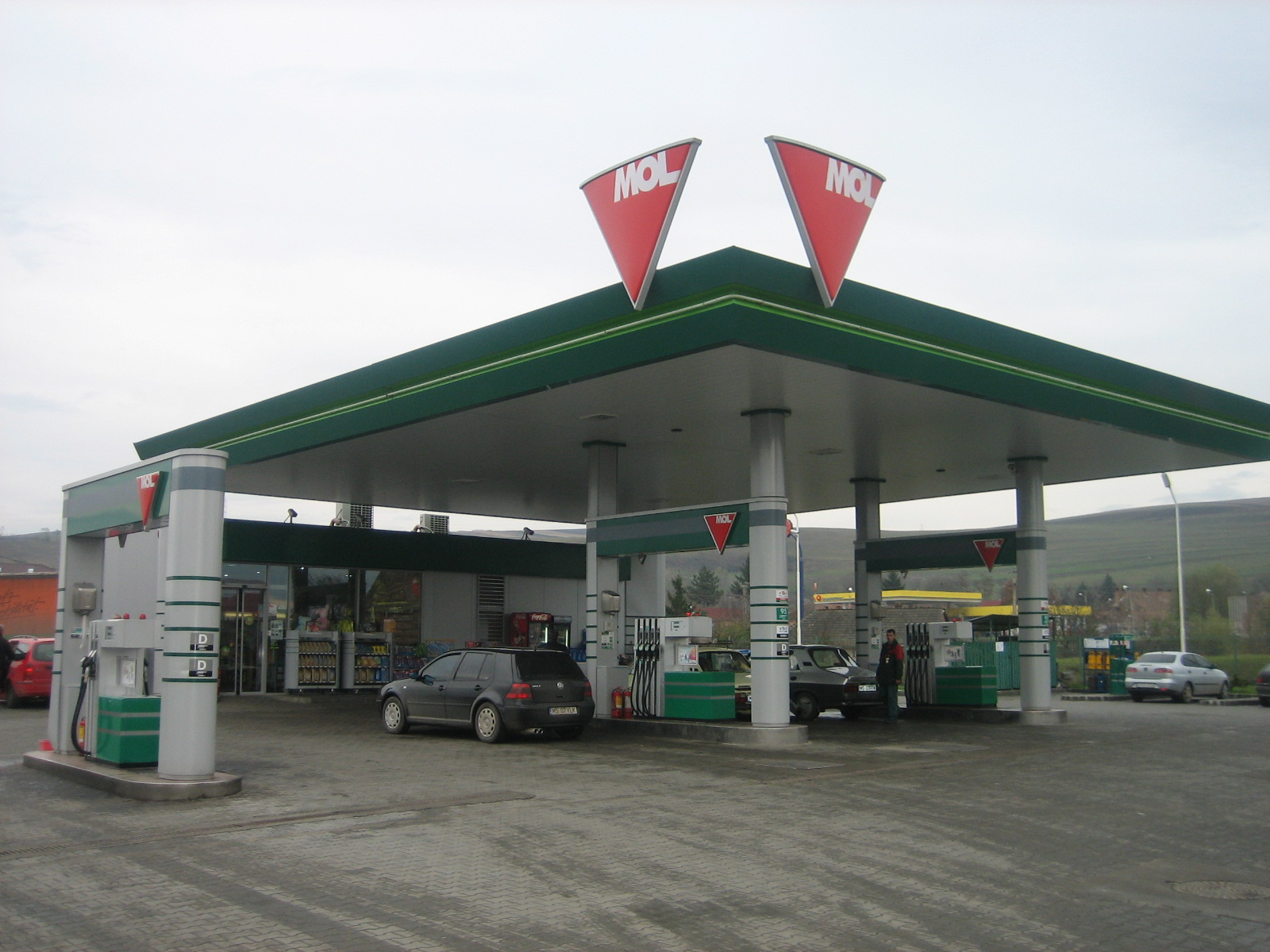
MOL benzinkút Erdélyben
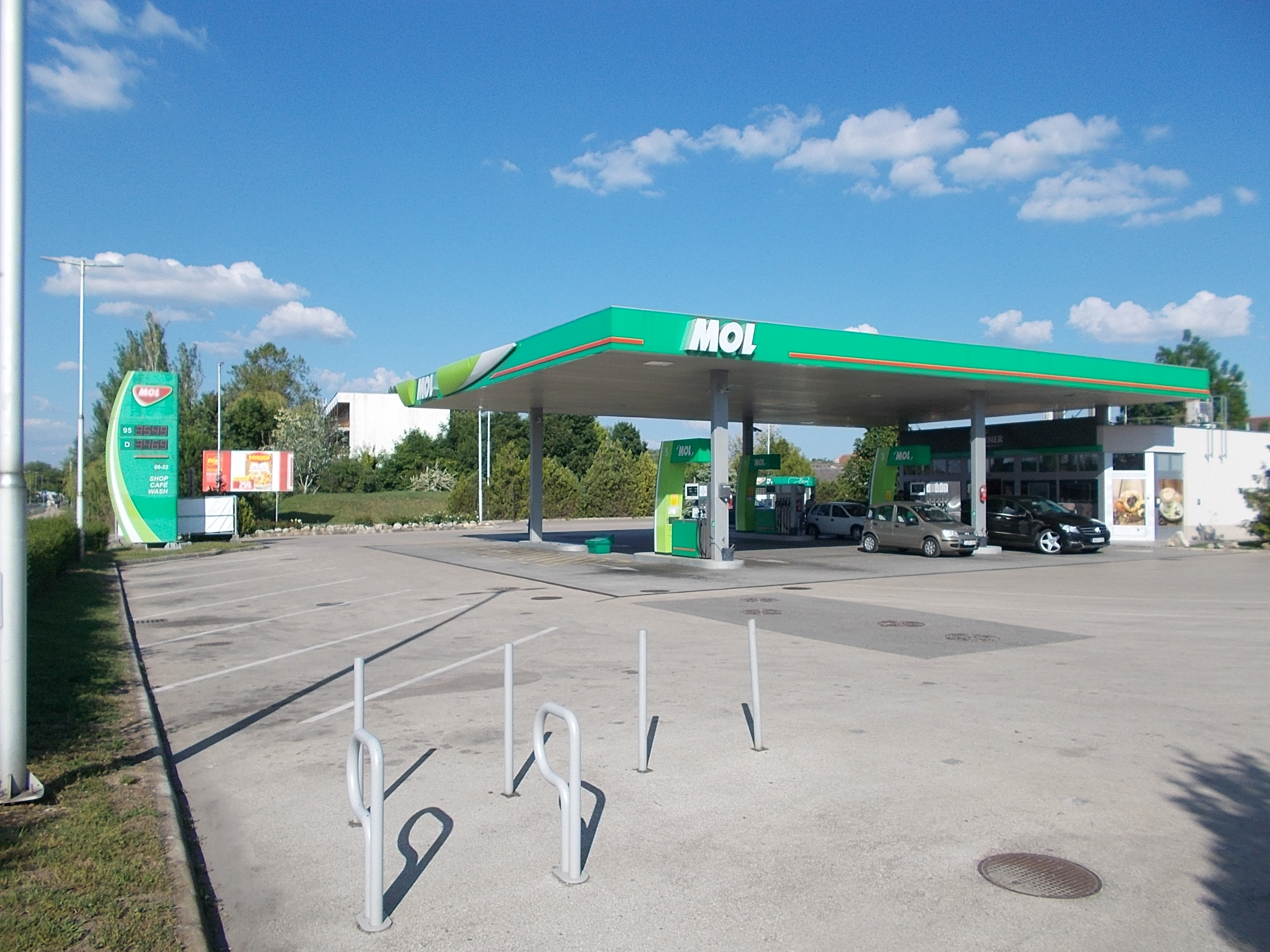
MOL üzemanyagtöltő állomás Gárdonyban, 2017
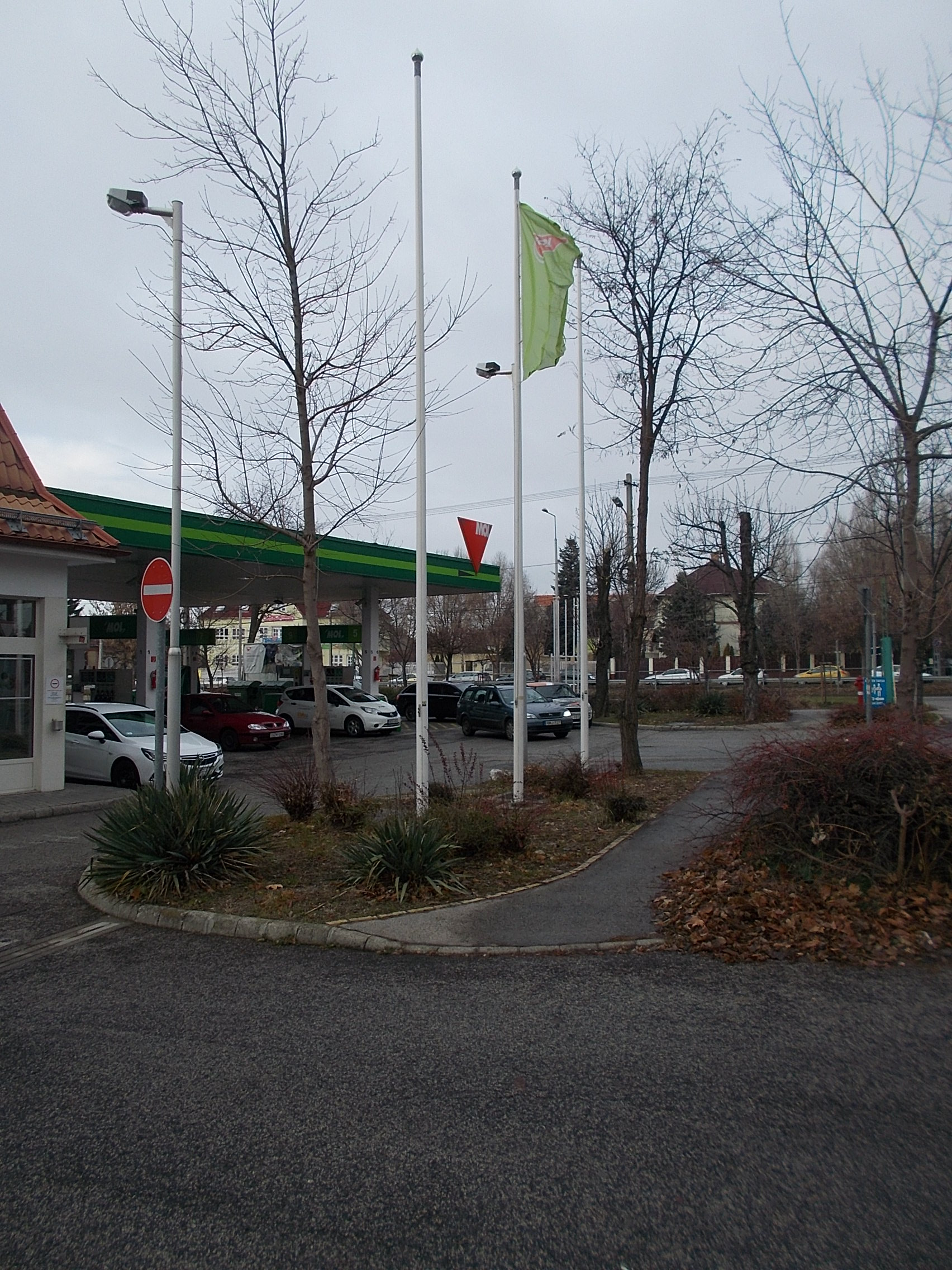
MOL kút Mátyásföldön, 2018
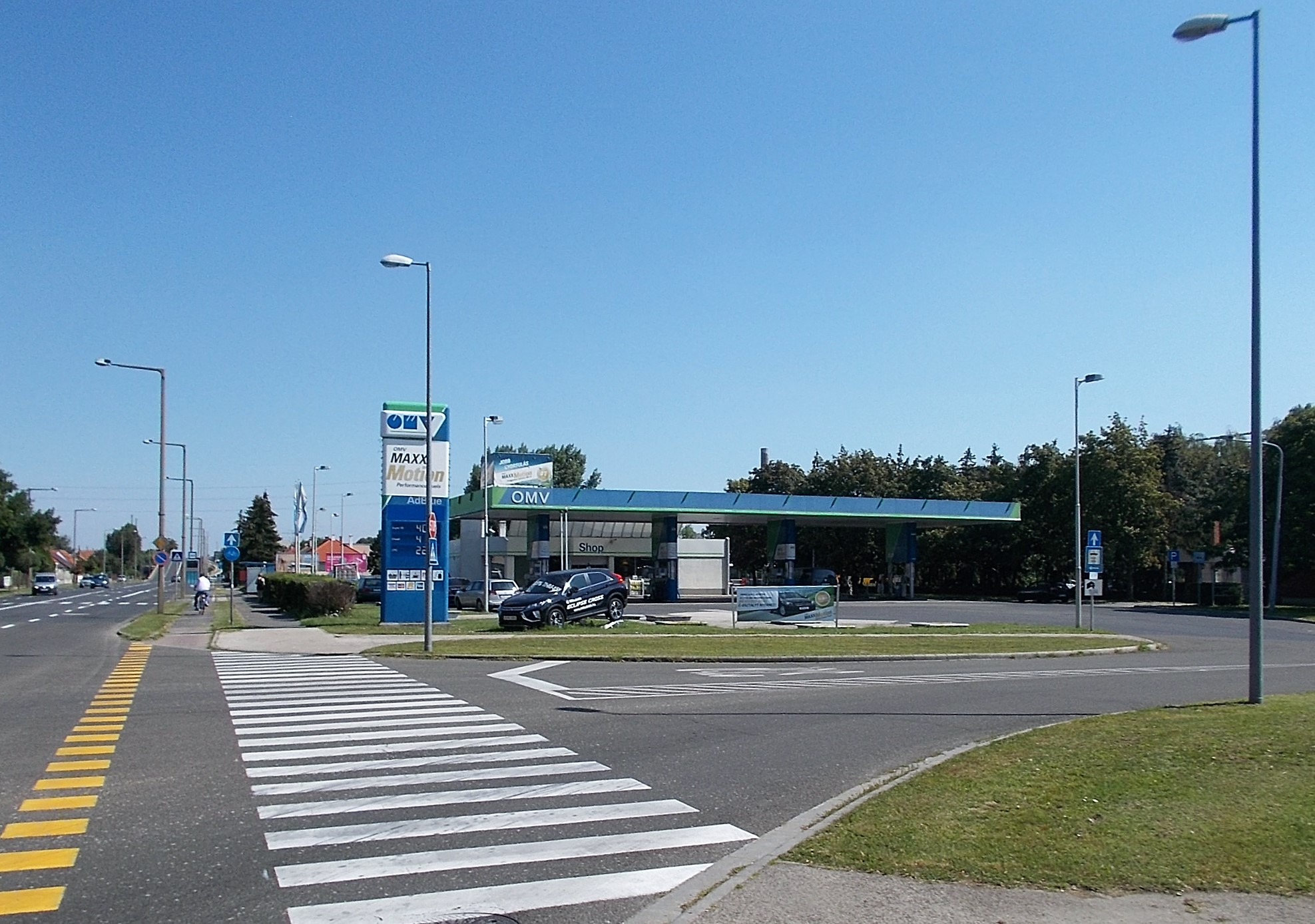
OMV kút Győrben, 2018